# Erirrhinoides
Erirrhinoides är ett släkte av skalbaggar. Erirrhinoides ingår i familjen vivlar.
Kladogram enligt Catalogue of Life:
| Erirrhinoides | \| \| Erirrhinoides distinctus \| \| \| \| \| \| Erirrhinoides mourei \| \| \| \| \| \| Erirrhinoides unicolor \| \| \| \| |
|               | \| \| Erirrhinoides distinctus \| \| \| \| \| \| Erirrhinoides mourei \| \| \| \| \| \| Erirrhinoides unicolor \| \| \| \| |
|               | Erirrhinoides distinctus                                                                                                   |
|               | |
|               | Erirrhinoides mourei |
|               | |
|               | Erirrhinoides unicolor |
|               | |